# Reinraumkleidung

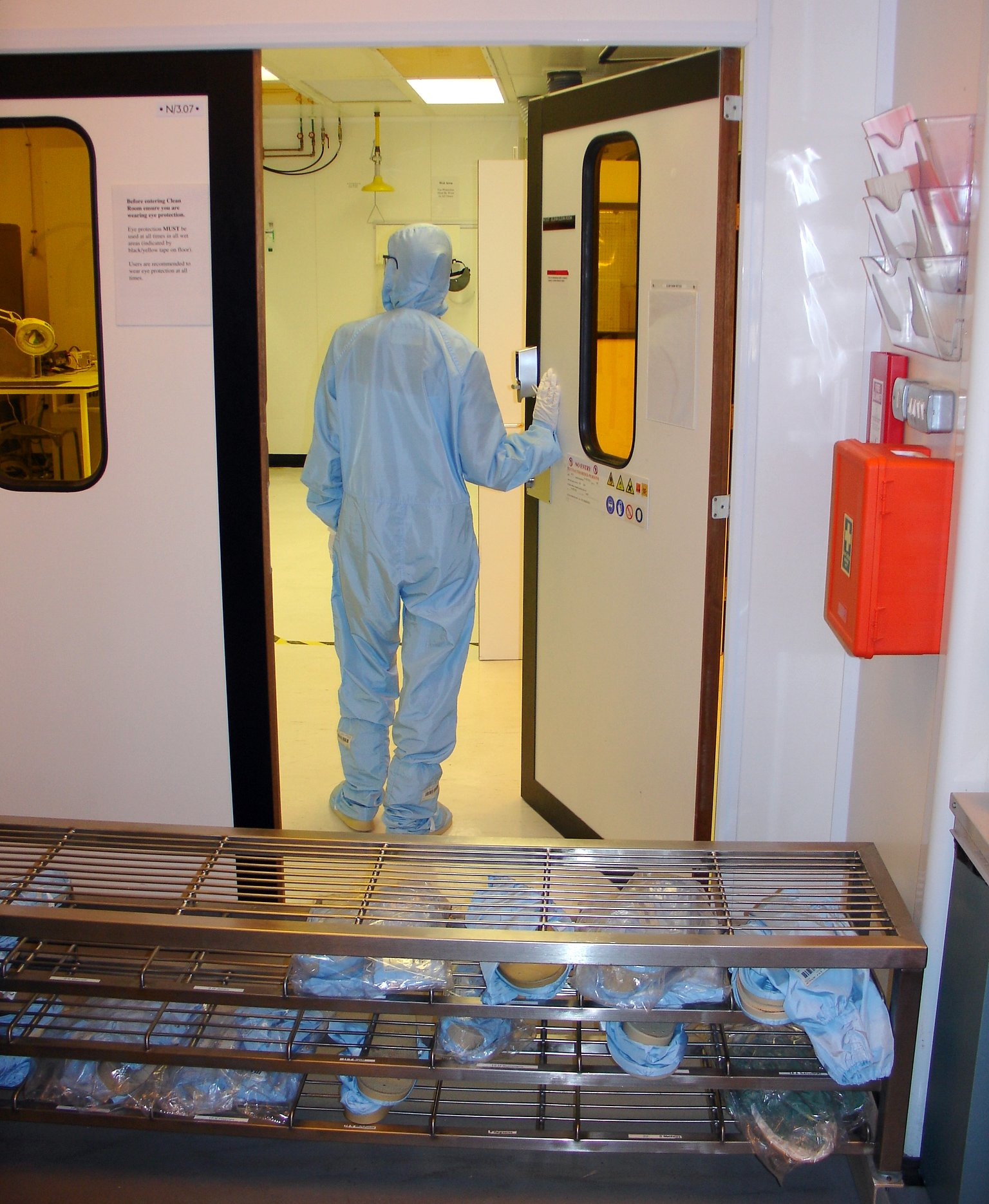
Person in Reinraumbekleidung im Eingang zu einem Reinraum

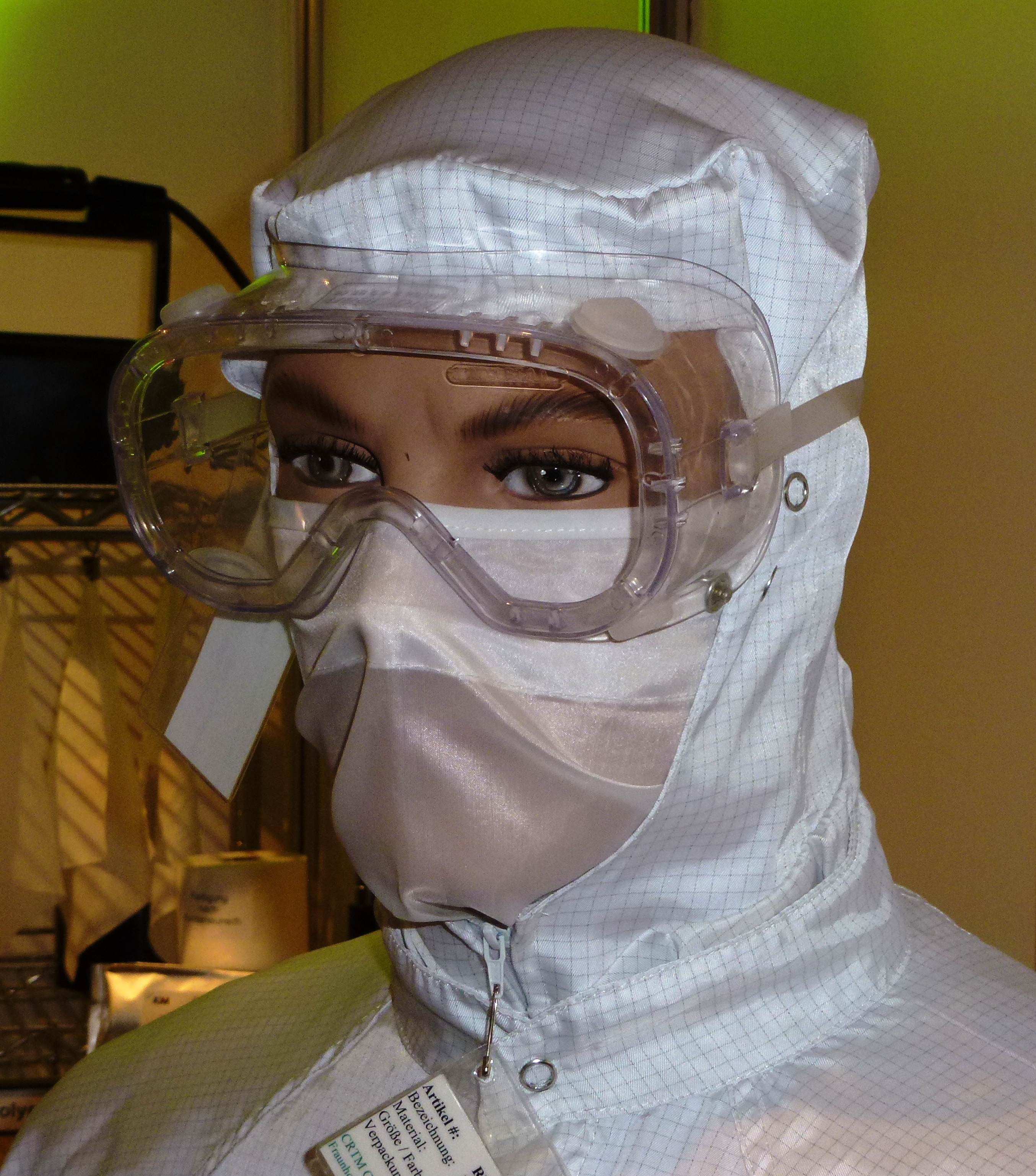
Beispiel für Reinraumkleidung (Kopf)

Als Reinraumbekleidung bezeichnet man Kleidung, die speziell an die Umstände von Reinräumen angepasst ist. An sie bestehen deutlich höhere Anforderungen als an normale Berufsbekleidung. Neben dem Schutz des Menschen durch die Bekleidung ist der Schutz des Reinrauminhalts vor dem Menschen Hauptaufgabe der Reinraumbekleidung. Die größte Gefahr für Eintragungen von Mikropartikeln in einen Reinraum stellt der Mensch dar. Dieser sondert kontinuierlich kleinste Partikel ab und ist Wirt von Mikroorganismen. Ohne geeignete Schutzmaßnahmen können sich diese ungehindert im Reinraum ausbreiten und im schlimmsten Fall zu einer Kreuzkontamination des zu schützenden Rauminhalts führen. Der Mensch stellt 30–40 % aller Kontaminationsquellen in einem Reinraum dar. Als Schutzmaßnahme kommt spezielle Reinraumkleidung zum Einsatz. Sie hindert luftgetragene Teilchen, die der Mitarbeiter absondert, daran, in den Raum zu gelangen.

## Eigenschaften von Reinraumkleidung
Je nach Einsatzzweck werden unterschiedliche Anforderungen an Reinraumbekleidung gestellt. Diese betreffen sowohl das Gewebe als auch die Verarbeitung und Passform:

### Partikelrückhaltevermögen
Die größte Bedeutung kommt der Reinraumbekleidung als Filter zwischen der Partikelquelle Mensch und dem Reinraum zu. Daher ist das Partikelrückhaltevermögen der Bekleidung und im Speziellen des Gewebes wichtig. Das Rückhaltevermögen eines nicht beschichteten Gewebes hängt vor allem von der Porosität ab. Je niedriger die Porosität des Gewebes ist, umso besser ist das Partikelrückhaltevermögen. Dies hat allerdings direkten Einfluss auf die bekleidungsphysiologischen Eigenschaften der Textilie: Je dichter das Gewebe und damit je höher das Partikelrückhaltevermögen, desto geringer der Tragekomfort (fehlende Luftdurchlässigkeit). Bei zu dichten Geweben besteht zudem die Gefahr, dass durch Körperbewegungen ein „Pumpeffekt“ entsteht, der an den Öffnungen der Kleidung (Bündchen am Arm und Bein sowie Kopföffnung) unkontrolliert größere Partikelmengen aus der Bekleidung entweichen lässt.

### Partikelmigrationsverhalten
Zwischen der Innenseite von Kleidung und der Körperoberfläche des Trägers reiben verschiedene Schichten aufeinander. Bei dieser Reibung können Partikel und Fasern mechanisch durch das Reinraumtextil gelangen. Gerade bei An- und Auskleideabläufen tritt dies verstärkt auf. Das Reinraumgewebe ist so konzipiert, dass es diese freigesetzten Partikel speichert und nicht in die Umgebung gelangen lässt. Daher kommt der Reinraum-Unterbekleidung entgegen der weitläufigen Annahme, dass diese eher zweitrangig wäre, eine entscheidende Bedeutung zu.

### Abriebfestigkeit
Die Abrieb-Festigkeit des Gewebes gibt dessen Absonderung eigener Partikel- und Fasern an. Bei zu niedriger Festigkeit belastet das Reinraumtextil bereits nach wenigen Tragezyklen die Umgebung mit Abrieb. Gewebe aus rein synthetischen Fasern (z. B. Polyester) erfüllen diese Anforderungen deutlich besser als Mischgewebe mit Baumwollanteil. Bei Reinraumbekleidung im niedrigeren Anforderungsbereich (z. B. ISO-Klassen 8/9) kommt auch Polyester-Gewebe zum Einsatz, in welches aus Gründen des Tragekomforts texturierte Garne eingesetzt werden.

### Elektrostatisches Verhalten
Durch die eingesetzten Materialien neigt klassisches Reinraumgewebe dazu, sich elektrisch aufzuladen. Bei normalen Bewegungen kann die Reibung von Gewebe an Gewebe bereits zu hohen elektrostatischen Aufladungen führen. Neben negativen Auswirkungen auf viele Produkte zieht der Träger mit der Aufladung als Magnet Partikel an, die dann beispielsweise durch die laminare Strömung auf das zu schützende Produkt gelangen können. Daher werden viele Reinraumtextilien antistatisch ausgerüstet. Um diesen Schutz über den gesamten Lebenszyklus des Textils aufrecht zu halten, ist die Anwendung von speziellen Pflegeverfahren bei der Dekontamination notwendig.

### Tragekomfort
Neben dem Produktschutz ist der Tragekomfort der Reinraumbekleidung wesentliches Entscheidungskriterium. Tragekomfort steigert die Mitarbeiterakzeptanz der Bekleidung, mangelhafter Komfort kann zu einer erhöhten Fehlerquelle und sinkender Mitarbeiterleistung führen.

### Dekontaminierbarkeit
Reinraumbekleidung im Mehrweg benötigt nach jedem Tragezyklus eine wirkungsvolle Dekontaminierung. Während dieser werden die gespeicherten Partikel aus dem Gewebe geschwemmt. Daher ist in Abhängigkeit zum Partikelrückhaltevermögen eine möglichst hohe Porosität des Textils für die Dekontamination vorteilhaft.
Neben dem Gewebe hat auch die Verarbeitung des Textils hohen Einfluss auf die Dekontaminierbarkeit. Artikel mit Taschen oder gekräuselten Nähten verschlechtern die Möglichkeiten. Als dritter Punkt hat das Alter des Gewebes Einfluss auf den Dekontaminationsprozess. Nach einer gewissen Anzahl an Dekontaminationszyklen weist das Gewebe fortgeschrittenen Faserbruch auf, was ebenfalls einen negativen Einfluss auf die Nutzung der Reinraumkleidung hat.

### Sterilisierbarkeit
Personen, die unter sterilen Bedingungen im Reinraum arbeiten, benötigen auch sterile Reinraumbekleidung. Die Sterilisierung des Gewebes wird in der Regel durch Autoklavieren oder Gammastrahlung erzeugt. Diese Verfahren sind nicht materialschonend und stellen daher spezielle Anforderungen an die Textilien (Reißverschlüsse, Knöpfe etc.).

## Reinraumkleidung im Einweg- und Mehrweg
Reinraumkleidung wird als Einweg- und als Mehrweg-System angeboten. Während in Japan und den USA tendenziell in vielen Bereichen die Einwegbekleidung verbreitet ist, wird in Europa deutlich häufiger Mehrwegbekleidung im Reinraum eingesetzt.
Bei der Einwegbekleidung wird die Bekleidung direkt nach der Produktion partikelarm verpackt und dem Träger fertig zur Nutzung bereitgestellt. Nach dem einmaligen Tragen der Bekleidung wird diese entsorgt, beim nächsten Eintritt in den Reinraum neue Bekleidung eingesetzt.
Mehrwegbekleidung ist vom Material und Schnitt aufwendiger gefertigt und wird mehrfach eingesetzt. Je nach Einsatzzweck und Kontamination kann Mehrwegbekleidung bis zu 150× wiedereingesetzt werden. Nach der Nutzung der Bekleidung im Reinraum wird diese in einem speziellen Dekontaminationsprozess gewaschen und von angelagerten Partikeln befreit. Anschließend wird die Bekleidung fertig zur Nutzung verpack und wieder eingesetzt.
|                   | Vorteile | Nachteile |
| ----------------- | --- | --- |
| Einwegbekleidung  | - günstigeres Eingangsinvest - bei geringen Mengen besser steuerbar (1–3 Träger) - Produktwechsel auf neuen Lieferanten der Bekleidung einfacher | - größere Qualitätsschwankungen in der Herstellung der Bekleidung - Risiko produktionsbedingte erhöhte Partikelfreisetzung bei Nutzung - Schlechterer Tragekomfort |
| Mehrwegbekleidung | - Besserer Tragekomfort - über die Gesamtlebensdauer häufig günstiger als Einwegbekleidung - Nachhaltig und umweltfreundlich                     | - Erhöhte Kapitalbindung durch höheres Anfangsinvest der Bekleidung - Bei Kleinstmengen (1–3 Träger) aufwendiger in der Verwaltung                                 |

In den letzten Jahren mehren sich kritische Stimmen zum Einsatz von Einwegbekleidung. Neben einem geringeren Tragekomfort und Rückgang der Konzentrationsfähigkeit beim Träger wurde ebenfalls über das Risiko des Partikeleintrags durch Produktionsbedingungen mit starkem Partikeleinfluss berichtet.

## Dekontamination und Reparatur textiler Reinraumkleidung

### Dekontamination von Reinraumkleidung
Im Gewebe des Reinraumtextils lagern sich während der Nutzung bzw. der Lagerung außerhalb der Reinraumatmosphäre Partikel ab. Dies wird durch die poröse Struktur des Textils begünstigt. Um diesen Partikelspeicher zu leeren und die Reinraumkleidung erneut einsetzen zu können, muss das Bekleidungsteil dekontaminiert werden. 
Im Rahmen eines fachgerechten Dekontaminationsprozesses wird die Bekleidung in einem Waschprozess von den Partikeln befreit. Wesentlicher Unterschied zu normalem Waschen ist, dass hier das Lösen und Herausspülen der Partikel im Vordergrund stehen. Daher kommt dem Wasser sowie dem Beladeniveau eine erhöhte Bedeutung zu. Die Dekontamination der Reinraumbekleidung muss ihrerseits in einem Reinraum durchgeführt werden.
Nach dem Herausspülen der Partikel erfolgt die anschließende Trocknung des Textils. Hier kommen spezielle Trockner zum Einsatz. Die Luftzufuhr erfolgt durch einen HEPA-Filter (Hochleistungsschwebstofffilter), der mögliche Verunreinigungen der zugefügten Luft herausfiltert.

### Reparatur von Reinraumkleidung
Wie jede Form der Kleidung weist auch Reinraumkleidung bei fortgesetzter Nutzung Verschleiß auf. Aufgrund der Kosten von Reinraumkleidung ist eine Reparatur unter Berücksichtigung des Gesamtzustands des Kleidungsstücks häufig wirtschaftlicher als ein Austausch. Da während des Reparaturprozesses Partikel und Fasern freigesetzt werden, erfordert eine Reparatur vor dem folgenden Einsatz der Bekleidung immer eine erneute Dekontamination.

### Verpackung
Nach der Dekontamination der Reinraumkleidung wird diese in spezielle luftdichte Folie verpackt, um die Textilien auf dem Transportweg und beim Lagern außerhalb des Reinraums nicht wieder zu kontaminieren. 
Reinraumbekleidung für den Einsatz im sterilen Bereich wird zunächst partikelfrei in sterilisierbare Beutel verpackt. Diese werden in einem weiteren Prozessschritt, beispielsweise mittels Autoklavierung sterilisiert.

## Partikelmonitoring
Wesentliches Qualitätskriterium zur Überwachung der erfolgreichen Dekontamination der Reinraumkleidung ist das Partikelmonitoring. Mittels definierter Messverfahren wird die Restkontamination der dekontaminierten Bekleidung gemessen. Hierzu wird aus der Grundgesamtheit je nach Anforderung eine Stichprobe gezogen, die anschließend gemessen wird. Das Messergebnis dieser Stichprobe liefert dann Aufschluss über das Dekontaminationsverfahren und den Erfolg der Dekontamination. Basierend auf betrieblicher Praktikabilität und Zuverlässigkeit haben sich in Deutschland zwei Messverfahren in der Praxis durchgesetzt. Diese werden je nach Anforderung und Textil parallel oder substitutiv eingesetzt:

### Helmke-Drum-Test
Das zu testende Kleidungsstück wird beim Helmke-Drum Test in eine Trommel gelegt, deren Beladungsseite teilweise geöffnet ist. Durch die Trommeldrehung wird das zu prüfende Reinraumtextil herumgewirbelt und setzt bei dieser Bewegung mögliche Partikel frei, die noch im Textil verblieben sind. Mittels eines automatisierten Partikelzählers, der in der Trommel integriert ist, wird das Niveau der Partikeldichte bestimmt und dokumentiert. Die Testmethode wird in der IEST-RP-CC003.3 beschrieben.

### ASTM-F51.00 Schnellmessmethode
Das ASTM-F51.00 Messverfahren wird in der Praxis auch häufig als Durchsaugzähler-methode bezeichnet. Das zu prüfende Bekleidungsstück wird nacheinander an 5 definierten Stellen in eine Vorrichtung gespannt und Luft durch die eingespannten Textilbereiche gesaugt. Die durchströmte Luft wird anschließend mittels eines Partikelzählers ausgewertet.